# Comai
Comai lub Cuomei (tyb. མཚོ་སམད་རྫོང, Wylie: mtsho smad rdzong, ZWPY: Comai Zong; chiń. upr. 措美县; pinyin Cuòměi Xiàn) – powiat w południowej części Tybetańskiego Regionu Autonomicznego, w prefekturze Shannan. W 1999 roku powiat liczył 13 477 mieszkańców.